# Emmy Schörg

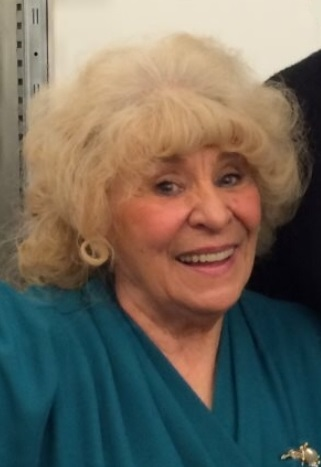
Emmy Schörg (2014)

Emmy Schörg (* 12. März 1930 in Wien-Hernals; † 12. Juni 2020 in Wien) war eine österreichische Schauspielerin.
Schörg erlangte vor allem durch ihre Rollen an der Wiener Tschauner-Bühne Bekanntheit. Dort spielte sie über 40 Jahre lang in Stegreif-Stücken und wurde zum langjährigen Publikumsliebling.

## Leben
Emmy Schörg wurde als Tochter eines Chauffeurs und einer Postangestellten geboren. Seit den 1950er Jahren stand Emmy Schörg an diversen Wiener Theatern laufend auf der Bühne und begeisterte das Publikum als gelernte Soubrette mit Schauspiel und Gesang. Mehr als 40 Jahre spielte Schörg an der Tschauner-Bühne. Betrat sie die Bühne, quittierte das Publikum ihren Auftritt mit Szenenapplaus. Auch in der Tatort-Folge Mord auf Raten hat Emmy Schörg mitgespielt.
Sie lebte zuletzt in Wien-Simmering. Sie wurde am Ottakringer Friedhof bestattet.